# ماکت

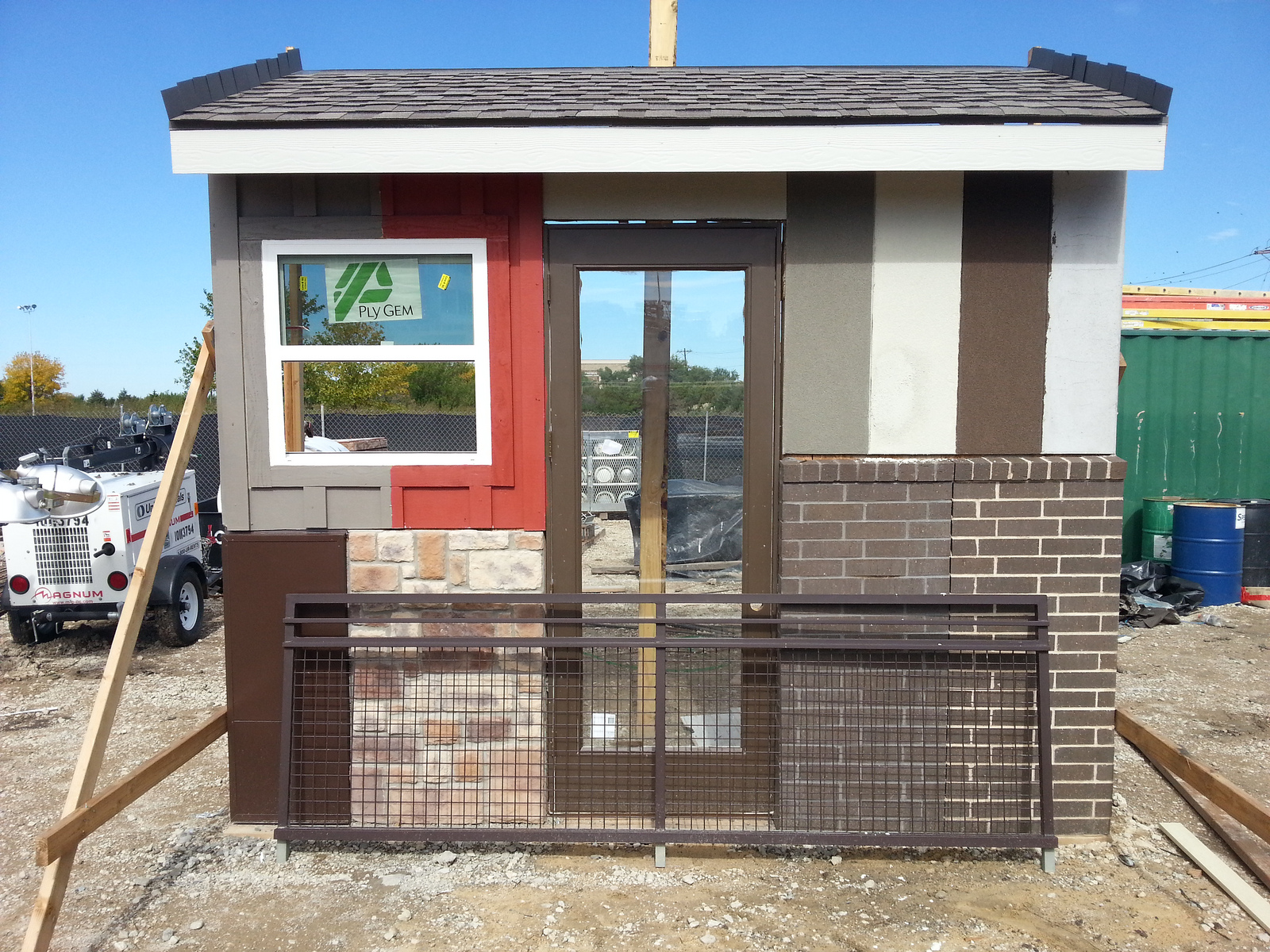
مدل‌سازی معماری برای یک شهر جدید در مکینی، تگزاس

ماکت (به فرانسوی: maquette)، پیکرنما، فایل پیش‌نمایش یا موکاپ (به انگلیسی: Mockup) قالب‌های گرافیکی آماده‌ای هستند که در موضوعات مختلف (اغلب با فرمت psd.) می‌توان در امور طراحی به بهترین شکل ممکن از آن‌ها استفاده کرد. طراحان می‌توانند به کمک ماکت، طرح اولیهٔ خود را قبل از اجرا و چاپ در قالب اصلی مشاهده کنند، یا از آن به‌عنوان یک فایل گرافیکی شکیل در پروژه‌های طراحی خود استفاده نمایند.
به عبارتی دیگر ماکت یک رندر هنری از یک طرح یا محصول است که محصول مذکور را در عمل به نمایش می‌گذارد. ماکت می‌تواند یک مدل، تصویر یا صحنه از یک طرح یا محصول پیشنهادی باشد و اغلب برای نمایش، آموزش یا تبلیغ استفاده می‌شود.
مثلاً، فرض کنید طراحی یک برچسب برای یک قوطی محصول را انجام‌داده‌اید. حالا می‌توانید با کمک فایل ماکت طرح برچسب خود را بر روی یک بطری واقعی بیندازید، تا مشتری کار نهایی را به‌صورت واقعی در نمایی سه‌بعدی مشاهده کند. ماکت‌ها در زمینه‌های مختلفی، چون جعبهٔ محصول، اقلام هویت سازمانی، کارت ویزیت، لوگو، پرچم، بیلبورد، پوستر، کاتالوگ و بروشور، کارت تبریک، کارت هدیه، وسایل همراه، نظیر گوشی و تبلت و … طبقه‌بندی می‌شوند و این بدان معناست که در هر یک از موضوعات یادشده می‌توانید با تهیه و ارائهٔ این پیش‌نمایش‌های واقع‌نمایانه مشتری یا سفارش‌دهنده را در تجسم صورت نهایی کار یاری کنید.

## رابط کاربری و ماکاپ
به‌طور کلی، ماکت از طریق رابط کاربری منعکس‌کنندهٔ محصول نهایی طراح است ـ برای ارائهٔ گزینه‌های طراحی اصلی در فضای مناسب.
ماکت، علاوه بر صرفه‌جویی زمان، به خیلی از سؤال‌ها پاسخ می‌دهد و چند مزیت دیگر دارد:
- وفاداری مشتریان و سفارش‌دهندگان: وقتی اثر را در قالب ماکت به مشتری نمایش می‌دهید، در واقع، بین مشتری و اثر حسی نزدیک و ملموس برقرار کرده‌اید و مشتری با لذت و تشکر از شما کار را تحویل می‌گیرد.
- چشم‌انداز واقع‌بینانه: وقتی شما یک ایده را تجسم می‌کنید و تصمیم به خلق آن می‌گیرید، مراحل را در ذهن می‌آورید؛ ولی آیا از جزئیات آن هم به‌دقت آگاهید؟ ماکتها به شما کمک می‌کنند جزئیاتی که در ذهن شما ممکن است روشن و شفاف نباشد به‌حساب درآید. برای مثال، درگیری رنگ‌ها، تورفتگی‌های ریز، جایگاه قلم و جدول‌کشی‌ها و …
- بررسی محصولات رقبا: شما حتی قبل از شروع کار می‌توانید خروجیِ کارِ رقیبانتان را در قالب یک ماکت با استفاده از رابط کاربری محصول ببینید و ایده‌های بهتری بگیرید.

در فرایند طراحی، از ماکت در همهٔ مراحل استفاده می‌شود. از آغاز تا پایان، به‌صورت حرفه‌ای مراحل طی می‌شود. و این می‌تواند از ابتدا مشکلات را عیان کند؛ مثلاً شما وقتی از طرح اولیه (wireframing) استفاده می‌کنید، طرح را در ماکت مشاهده می‌کنید تا مرحلهٔ پیش از چاپ و ارائهٔ طرح اصلی.
وایرفریم‌ها، طرح‌های اولیه طراحی هستند که اطلاعات کلیدی در مورد محصول، ساختار صفحه برنامه یا وب سایت و اطلاعات اولیه در مورد عناصر موجود در آن را ارائه می‌دهد. در wireframe می‌توانید ایده‌های خود را خیلی سریع طراحی و به اشتراک بگذارید، زیرا در این ابزار شما در گیر طراحی پیچیده مانند رنگ‌ها، سایه‌ها یا منوهای پیچیده نیستید.